# Măiastru sfetnic
Măiastru sfetnic (rumunjski: "Majstorski vodič") drugi je studijski album rumunjskog black metal-sastava Negură Bunget. Album je u studenom 2000. godine objavila diskografska kuća Bestial Records.

## O albumu
Măiastru sfetnic je konceptualan album.
Album je bio ponovno snimljen 2009. godine te je tu novu inačicu 2010. godine objavila diskografska kuća Lupus Lounge pod imenom Măiestrit.

## Popis pjesama
| 1.    | »Vremea locului sortit« (Vrijeme suđenog mjesta) | 9:01  |
| 2.    | »În-zvîcnirea apusului« (U uzbuđenje ponoći)     | 9:48  |
| 3.    | »A-vînt în abis« (Njihaj prema bezdanu)          | 6:02  |
| 4.    | »Al locului« (O mjestu)                          | 10:16 |
| 5.    | »Bruiestru« (Hod)                                | 10:38 |
| 6.    | »Plecăciunea morții« (Naklon smrti)              | 10:22 |
| 56:07 |                                                  |       |

## Recenzije
Eduardo Rivadavia, glazbeni kritičar sa stranice AllMusic, dodijelio je albumu tri od pet zvjezdica te je komentirao: "Impresivna glazbena evolucija Negure Bunget napravila je značajan korak naprijed na trećem studijskom albumu sastava, Maiastru Sfetnic iz 2000. godine, koji je sadržavao samo šest epskih skladbi koje zajedno čine gotovo sat vremena avangardnog black metala prošaranog narodnom glazbom iz članovima skupine rodne Rumunjske. Iako je do određenog stupnja još uvijek vezan uz temeljne vrijednosti black metala, [ovaj] je multitaskajući trio [koji čine] Hupogrammos Disciple [...], Sol'Faur Spurcatu [...] i Negru [...] sad istinski želio krenuti putem kojim niti jedan drugi ekstremni metal sastav nije prije pošao. Kao rezultat, šačica se olujnih pjesama na albumu kao "Vremea locului sortit" i "A-vint in abis" u svom svojem nemilosrdnom divljaštvu i zvjerskoj vokalizaciji čine poput apokaliptičnog oproštaja od grupinih osnovnijih black metal instinkata dok se skupina priprema skočiti naglavačke u nepoznato. Ovi skokovi počinju veličanstvenijim skladbama koje više cijene marševe umjerenog tempa od bahate brzine te se među njima nalaze "In-Zvicnirea apusului" [...], "Al Locului" [...], "Bruiestru" i "Plecaciunea Mortii" [...]. Ako sve navedene pjesme još uvijek zvuče poput skica, u retrospekciji je to zato što upravo to i jesu; nevična produkcija i nekoliko sumnjivih aranžmana kvare neke rezultate, no tu je prisutan i predmet tekstova pjesama na Maiastru Sfetnicu koji predstavljaju sveobuhvatan koncept grupe (spajanje ideologije black metala s transilvanijskim misticizmom) pomoću tako apstraktnih i kompliciranih pojmova da se čak niti slušatelji koji pričaju rumunjskim jezikom ne čine sposobnima razaznati njegovu glavu i rep (čak niti članovi sastava ne žele govoriti o tome…u redu onda). Međutim, uzimajući sve u obzir, većina bi se promatrača složila oko toga da je Negură Bunget Maiastru Sfetnicom postigla comănečijansko slijetanje umjesto vrlo mogućeg pada na trbuh, pripremajući tako pozornicu za svoj sljedeći opus, ostvareniji 'n crugu bradului iz 2002. godine, kako bi potvrdila svoju viziju i učvrstila svoju reputaciju kao jednog od najsmjelijih metal ansambala."

## Zasluge
| Negură Bunget - Hupogrammos Disciple – vokali, gitara - Sol'Faur Spurcatu – bas-gitara, gitara - Negru – bubnjevi | Ostalo osoblje - Dan F. Spătaru – ilustracije - Radu Ianceoglu – produkcija, inženjer zvuka - Martin Koller – remiksanje, remastering (na reizdanju iz 2008. godine) |